# Chronica regni Gothorum
A Chronica regni Gothorum (LITERALMENTE Crónica do reino dos gautas) é a primeira crónica histórica da Suécia, redigida em latim por Ericus Olai, na época da União de Kalmar (1397-1523).

Foi a primeira "História da Suécia", em prosa, descrevendo o período que vai dos primeiros tempos até ao ano de 1468. Começada a redigir por volta de 1470, ficou concluída em 1475, tendo sido publicada em 1615 pelo historiador Johan Messenius. O manuscrito original está perdido, mas existem 3 cópias manuscritas desta obra guardadas na Biblioteca da Universidade de Uppsala (1528), na Biblioteca Nacional da Suécia (1508) e no Palácio de Skokloster (1517-1519). 
Através desta obra, Ericus Olai conquista o lugar de "pai da historiografia sueca", e é o impulsionador inicial do movimento goticista, um movimento cultural patriótico na Suécia, centrado em torno da crença num passado glorioso do país.
Na redação do texto, Ericus Olai recorreu a variadas fontes disponíveis na época, como p. ex. a Crônica Sueca, a Crónica de Érico, e as obras do historiador alemão Adão de Bremen, do cronista dinamarquês Saxão Gramático, do historiador hispânico Paulo Orósio, e do historiador bizantino  Jordanes.